# Крайова конституція для Галичини
Крайова конституція для Галичини 1850, Крайовий статут для Королівства Ґаліції і Лодомерії з Великим князівством Краківським з незалежним правилом виборів до Крайового сейму — основний закон для Королівства Ґаліції і Лодомерії у складі Австрійської імперії. Видана цісарським патентом від 29 вересня 1850 на виконання ст. 77 австрійської Конституції 1849 (див. Конституції Австрійської імперії та Австро-Угорської монархії), відповідно до якої всі коронні краї Австрійської імперії отримали свої крайові конституції. Закріплювала рівноправність українського, польського та ін. народів, які жили на території краю, та їх право на збереження і розвиток своєї національності й мови.
Крайова конституція для Галичини передбачала самостійність краю у вирішенні всіх питань, за винятком тих, що конституцією держави були зараховані до відання центр. органів. Край повністю займався питаннями, що стосувалися благоустрою, громад. споруд, буд-во яких фінансувалося за рахунок крайового бюджету, а також усіма питаннями, пов'язаними з крайовим бюджетом, у тому числі встановленням місц. податків і зборів. До компетенції краю в рамках, встановлених загальнодержавним законом, належали організація та функціонування громадського само-врядування, церковні та шкільні справи тощо.
Крайова конституція для Галичини передбачала поділ краю на три округи, в яких відповідно утворювалися сеймові курії: Львівська — 50 депутатів (11 осіб, які сплачували найвищий податок, 11 — від міських громад, 28 — від сільських громад); Краківська — 58 (відповідно 14, 9, 35); Станіславська — 42 (відповідно 10, 8, 24). Депутати обиралися прямими виборами на шість років. Для отримання пасивного виборчого права (права бути обраним) потрібно було не мати обмежень у громадянських та політичних правах, досягнути 30-річного віку на день виборів та п'ять останніх років проживати на території відповідної сеймової курії.
Представницьким органом, передбаченим Крайова конституція для Галичини, були сеймові курії, наділені правом приймати ухвали при вирішенні крайових справ. Ухвали мали обов'язкову силу після їх затвердження цісарем. Спільним представницьким органом трьох округів був Центральний виділ у складі 33 членів (15 членів Крайового виділу та по шість представників від сеймових курій), який вирішував справи, що стосувалися всього краю. Крайовим виконавчим органом був спільний Крайовий виділ у складі 15 членів.
Крайова конституція для Галичини не була введена в дію — вона була офіційно скасована цісарським патентом від 31 грудня 1851 року; тоді ж було скасовано і загальнодержавну конституцію 1849 року та адміністративну автономію коронних країв. 20 жовтня 1860 року цісарським дипломом було проголошено відновлення конституційного правління й автономних прав коронних країв. 26 лютого 1861 року опубліковано цісарський патент, що був офіційно визнаний доповненням до цісарського диплома 1860 і яким розмежовано повноваження державного парламенту (рейхсрату) та центральних міністерств і крайових органів. Додатком до патенту були крайові конституції (статути) та правила виборів (положення про вибори) для кожного коронного краю, включаючи Галичину. За цим актом у Галичині створювався Галицький крайовий сейм (150 депутатів). Повноваження крайових органів та порядок їх формування (при деяких змінах) у цілому були схожі до визначених Крайова конституція для Галичини 1850. Структура державного та крайового управління, яка сформувалася у цей період, в основних рисах зберігалася до розпаду Австро-Угорської монархії.